# Phyag bris gces btus
phyag bris gces btus ist eine tibetische Buchreihe mit verschiedenen darin vereinten früheren Werken des tibetischen Buddhismus. 

## Kurzeinführung
Die tibetische Reihe erschien in den Jahren 2007–2009 im chinesischen Verlag Krung go’i bod rig pa dpe skrun khang in Peking. 
Die Reihe umfasst 59 Bände, wobei die Bände 1–10 rNgog chos skor phyogs bsgrigs (10 Bände) eine Sammlung tantrischer Kommentare von verschiedenen Meistern der Ngog-Tradition bilden, die Bände 11–17 Dus 'khor 'grel mchan phyogs bsgrigs (7 Bände) eine Sammlung von kommentierten Kommentaren zum Kālacakra-Tantra, die Bände 18–45 Bu ston rin chen grub kyi gsung 'bum (28 Bände) die Gesammelten Werke von Butön Rinchen Drub (Bu ston Rin chen grub; 1290–1364) einschließlich der Schriften seines Schülers Dratshepa Rinchen Namgyel (sGra tshad pa Rin chen rnam rgyal; 1318–1388) in zwei Bänden (Nr. 44–45), die Bände 46–55 rJe btsun tā ra nā tha'i gsung 'bum bris ma (10 Bände) die Gesammelten Werke des Jonang-Meisters Jetsün Taranatha (rJe btsun Tā ra na thā; 1575–1634) und die Bände 56–59 Bo dong phyogs las rnam rgyal gsung 'bum gsar rnyed (4 Bände) die Reproduktion einiger neu gefundener Werke von Bodong Penchen Chogle Namgyel (Bo dong PaN chen Phyogs las rnam rgyal; 1376–1451), dazu ein Band karchag (Katalog/Index):

## Inhalt
- 1–10. rNgog chos skor phyogs bsgrigs

1: Schriften von rNgog Chos sku rdo rje und rNgog Zhe snang rdo rje
2: Schriften von rNgog Zhe snang rdo rje
3: Schriften von rNgog Zhe snang rdo rje und rGyal tsha thogs med grags pa
4: Schriften von rNgog rGyal tsha thogs med grags pa, sNgags 'chang pa Grags pa rin chen, rNgog pa bSod namsdon grub und Tshe'u ban de
5: Schriften von Tshe'u ban de und rNgog Slob dpon Chos kyi rgyal mtshan
6: Schriften von mGar ston bKra shis dbang phyug und rTsags Dar ma rgyal po
7: Schriften von Tsags Dar ma rgyal po, sNgo tsha chos sku und Tre bo rDo rje mgon po
8: Schriften von Tre bo rDo rje mgon po und anderen
9: Schriften von dGe slong dBang phyug rin chen und Cher ston bSod nams bzang po
10: Schriften von Khams pa Ro mnyam rdo rje
- 11–17. Dus 'khor 'grel mchan phyogs bsgrigs

11: Schriften von Kun spangs thugs rje brtson 'grus (1243–1313) und Dol po Shes rab rgyal mtshan (1292–1361)
12–13: Bu ston Rin chen grub (1290–1364)
14–15: Jo nang Phyogs las rnam rgyal (1306–1386)
16–17: Dol po Shes rab rgyal mtshan (1292–1361)
- 18–45. Bu ston rin chen grub kyi gsung 'bum  (mit den Schriften seines Schülers sGra tshad pa Rin chen rnam rgyal (1318–1388) in zwei Bänden, den Nrn. 44–45).

- 46–55. rJe btsun tā ra nā tha'i gsung 'bum bris ma

- 56–59. Bo dong phyogs las rnam rgyal gsung 'bum gsar rnyed